# 吉松喬
吉松 喬（よしまつ たかし、1897年（明治30年）5月25日 - 1987年（昭和62年）9月17日）は、大正から昭和期の鉄道官僚、政治家。参議院議員、陸軍司政長官。

## 経歴
福岡県出身。吉松民次郎、友子の長男として生まれる。第三高等学校を経て、1922年（大正11年）東京帝国大学法学部法律学科（独法）を卒業し、鉄道省に入省して直方駅助役に就任。同年11月、高等試験行政科試験に合格した。
以後、大臣官房文書課勤務、大鉄運輸課旅客掛長、大阪運輸事務所長、広鉄庶務課長、運輸局配車課長、鉄道調査部第一課長、札幌鉄道局長、東京鉄道局長などを務め、1943年（昭和18年）2月、陸軍司政長官に発令された。1945年（昭和20年）に退官した。
1947年（昭和22年）4月の第1回参議院議員通常選挙に全国区から無所属で出馬して当選（補欠、任期3年）し緑風会に所属した。しかし、同年5月19日、昭和22年勅令第1号に基づき同令第4条の覚書該当者に指定され（公職追放）、同令第3条第2項により同年6月22日に議員資格が消滅した。
その後、全国自動車運送事業組合連合会長などを務めた。